# Населення Ніуе
Населення Ніуе. Чисельність населення країни 2014 року становила 1,2 тис. осіб (235-те місце у світі). Чисельність остров'ян стабілізувалась і незначно зменшується, природний приріст — −0,03 % (202-ге місце у світі) .  Дані про коефіцієнт потенційної народжуваності відсутні.

## Історія
До 1930 року на Ніуе був значний приріст населення, а 1966 року досягнуто історичного максимуму чисельності населення — 5194 особи. Однак з того року почала знижуватися кількість населення. У 1994 році, вперше за тридцять років, помічено приріст населення, після якого знову сталася депопуляція. Згідно з переписом 2006 року (дані Департаменту статистики Ніуе), чисельність населення країни становила 1625 осіб (вівся облік всього населення, що перебував під час перепису на острові, включаючи резидентів і нерезидентів; якщо резиденти перебували за кордоном, то їх не враховували в перепис). У 2009 році населення острова зменшилось до 1398 осіб. Темпи падіння населення в Ніуе є високими на тлі інших країн Океанії — 0,032 % 2009 року. Але перепис 2006 року виявив зниження чисельності населення на 9 % в порівнянні з даними перепису 2001 року, тобто на 163 особи.

## Природний рух
Згідно з переписом 2006 року тільки в трьох населених пунктах був зареєстрований приріст населення відносно 2001 року: в Авателе (зростання на 31 %), у Південному Алофі (зростання на 21 %) і Тамакаутога (зростання на 12 %). В інших же населених пунктах спостерігався спад. Найбільший спад був у Північному Алофі (на 43 %), Муталау (на 36 %) і Макефу та Накупив (по 29 % відповідно). Основною причиною депопуляції, як і раніше, залишається еміграція до Нової Зеландію, хоча зміна чисельності населення Північного Алофі була зумовлена зміною меж селища.

### Відтворення
Народжуваність на Ніуе, станом на 2006 рік, дорівнює 18,46 ‰.
Дані про смертність на Ніуе, станом на 2006 рік — відсутні.
Природний приріст населення в країні 2014 року був негативним і становив −0,03 % (депопуляція) (202-ге місце у світі). Ця тенденція зберігається через посилений відплив населення до Нової Зеландії.

### Вікова структура
Очікувана середня тривалість життя 2015 року становила 69,5 року. Середній вік 2006 року становив 30,7 року.
Вікова структура населення острова Ніуе, станом на 2015 рік, мала такий вигляд:
- діти віком до 14 років — 24,9 %;
- дорослі віком 15—64 років — 63,2 %;
- особи похилого віку (65 років і старіші) — 11,9 %[2].

## Розселення
Густота населення країни 2015 року становила 6,2 особи/км² (226-те місце у світі).

### Урбанізація
Ніуе середньоурбанізована країна. Рівень урбанізованості становить 42,5 % населення країни (станом на 2015 рік), темпи зменшення частки міського населення — 0,94 % (оцінка тренду за 2010—2015 роки).
Головні населені пункти країни: Алофі (столиця) — 1,0 тис. осіб (дані за 2014 рік). Алофі складається з двох поселень: Південний Алофі (434 людини 2006 року) і Північний Алофі (147 чоловік 2006 року). Друге за чисельністю населення поселення — селище Авателе (164 людини 2006 року). Намукулу — найменше село острова (всього 14 осіб 2006 року).

### Міграції
Процес міграції з острова Ніуе має довгу історію, ще з середини XIX століття європейці вивозили ніуеанців на різні плантації: остров'яни працювали на бавовняних плантаціях в Самоа, добували фосфорити в Східної Полінезії. Але тільки після закінчення Другої світової війни процес еміграції з острова Ніуе набув сучасного вигляду. Нова Зеландія, Австралія і США, які в той час потребували робочої сили у зв'язку із значним економічним зростанням, без всяких проблем брали ніуеанців. Відкриття ж в 1971 році на Ніуе міжнародного аеропорту, а також надання острову в 1974 році статусу самоврядного державного утворення у вільній асоціації з Новою Зеландією (це означало і надання остров'янам новозеландського громадянства), значно полегшило процес еміграції корінного населення Ніуе. Основними чинниками відпливу населення стали: економічний (більш високий рівень життя в Новій Зеландії, висока зайнятість, зарплата, вищий рівень освіти), географічний (Ніуе — невеликий острів, розташований далеко від континентів і великих архіпелагів; нестача землі та інших важливих ресурсів; часті руйнівні тропічні циклони, що завдають непоправної шкоди місцевій інфраструктурі й сільському господарству), політичний (у минулому тісні колоніальні стосунки з Новою Зеландією; невдоволення населення політичною ситуацією на острові).
Велика діаспора вихідців з Ніуе існує в Новій Зеландії. 2001 року в цій країні було зареєстровано 20 100 ніуеанців (близько 9 % чисельності народів Океанії, які проживають на території Нової Зеландії). Більшість з них (78 %) проживала в місті Окленд, 5 % — у Веллінгтоні.

## Расово-етнічний склад
| Етнічний склад (2011 рік) | Етнічний склад (2011 рік) | Етнічний склад (2011 рік) | Етнічний склад (2011 рік) | Етнічний склад (2011 рік) |
| ------------------------- | ------------------------- | ------------------------- | ------------------------- | ------------------------- |
| Етнос:                    |                           |                           | Відсоток:                 |                           |
| ніуеанці                  | ніуеанці                  |                           | 66.5%                     | 66.5%                     |
| мішаного походження       | мішаного походження       |                           | 13.4%                     | 13.4%                     |
| європейці й азіати        | європейці й азіати        |                           | 12%                       | 12%                       |
| полінезійці               | полінезійці               |                           | 8%                        | 8%                        |

Головні етноси країни: ніуеанці — 66,5 %, мішаного з ніуанцями походження — 13,4 %, європейці й азіати — 12 %, полінезійці — 8 % населення (оціночні дані за 2011 рік). Етнічна картина 2001 року, згідно з даними офіційного перепису, мала такий вигляд: ніуеанці — 80,6 %, вихідці з інших островів Океанії — 10,5 %, європеоїди — 4,7 %, монголоїди — 0,2 %. Кількість нащадків від шлюбів корінних остров'ян і жителів інших островів Тихого океану — 2,4 %, а ніуеанців і європейців — 1,6 %.

Пращури ніуеанців, як вважається, припливли на острів з Тонги, Самоа і острова Пукапука.

## Мови
| Мови Ніуе (2015 рік) | Мови Ніуе (2015 рік) | Мови Ніуе (2015 рік) | Мови Ніуе (2015 рік) | Мови Ніуе (2015 рік) |
| -------------------- | -------------------- | -------------------- | -------------------- | -------------------- |
| Мова:                |                      |                      | Відсоток:            |                      |
| ніуеанська           | ніуеанська           |                      | 46%                  | 46%                  |
| англійська           | англійська           |                      | 11%                  | 11%                  |
| інші                 | інші                 |                      | 43%                  | 43%                  |

Офіційні мови: ніуеанська — розмовляє 46 % населення країни, англійська — 11 %. Дуже поширений білінгвізм (дані на 2011 рік).
Ніуеанська — одна з численних мов полінезійської групи австронезійських мов, поряд з гавайською, маорі, самоанською, таїтянською та іншими. Разом з тонганською мовою Ніуе становить тонганську підгрупу полінезійської групи мов. Писемність мови була створена в першій половині XIX століття християнськими місіонерами родом з Самоа. Загальна чисельність носіїв тонганської мови в 1998 році становила 7990 осіб. У мові використовується латинський алфавіт. Він складається всього з 17 букв: 5 голосних і 12 приголосних. Велику роль в усному мовленні відіграє довгота голосних звуків, що може змінювати значення слова. На письмі довгота позначається Макроном. Ніуеанська має два діалекти: моту (діалект північної частині острова, давніший) і тафіті (діалект південній частині острова, сучасніший). Різниця між ними в основному полягає у засобах словотворення і лексиці (наприклад, kautoga на моту і lala на тафіті означають «гуава»).
Згідно з переписом населення 2006 року, переважна більшість жителів острова (72 %) стверджували, що регулярно спілкуються ніуеанською, 18 % респондентів вказали, що користуються нею часто і лише 3 % — не говорять нею взагалі. При цьому для двох третин жителів ніуеанська є їхньою першою мовою, якої вони навчаються з дитинства; 12 % остров'ян з дитинства вивчають і ніуеанську, і англійську; лише для 9 % ніуеанців англійська мова є їхньою першою мовою. У більшості домашніх господарств (43 %) жителі спілкуються як ніуеанською, так і англійською.

## Релігії
| Релігії в Ніуе (2009 рік) | Релігії в Ніуе (2009 рік) | Релігії в Ніуе (2009 рік) | Релігії в Ніуе (2009 рік) | Релігії в Ніуе (2009 рік) |
| ------------------------- | ------------------------- | ------------------------- | ------------------------- | ------------------------- |
| Віросповідання:           |                           |                           | Відсоток:                 |                           |
| протестанти               | протестанти               |                           | 70%                       | 70%                       |
| мормони                   | мормони                   |                           | 10%                       | 10%                       |
| католики                  | католики                  |                           | 10%                       | 10%                       |
| свідки Єгови              | свідки Єгови              |                           | 2%                        | 2%                        |
| інші                      | інші                      |                           | 6%                        | 6%                        |
| атеїсти                   | атеїсти                   |                           | 2%                        | 2%                        |

Головні релігії й вірування, які сповідує, і конфесії та церковні організації, до яких відносить себе населення країни: Конгрегаціоналістська християнська церква Ніуе (англ. Congregational Christian Church of Niue), заснована Лондонським місіонерським товариством — 67 %, інший протестантизм — 3 % (адвентизм — 1 %, пресвітеріанство — 1 %, методизм — 1 %), мормони — 10 %, римо-католицтво — 10 %, Свідки Єгови — 2 %, інші — 6 %, не сповідують жодної — 2 % (станом на 2011 рік).

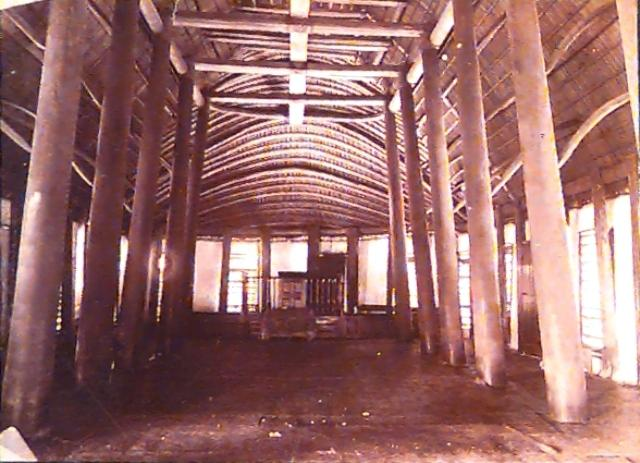
Інтер'єр церкви в Алофі, 1896 рік

Панівною релігією на острові Ніуе виступає християнство. Першим християнським місіонером, який висадився на Ніуе 1830 року, став член Лондонського місіонерського товариства Джон Вільямс. Хоча він і не залишився на острові, проте взяв з собою для навчання в місіонерській школі двох ніуеанців, які після повернення на батьківщину зайнялися просвітницькою діяльністю. В цілому ж, процес християнізації населення йшов досить повільно і супроводжувався невдоволенням населення з огляду на те, що місіонери завезли на острів ряд невідомих захворювань, через які загинула велика кількість остров'ян. Конгрегаціоналістська християнська церква Ніуе — найбільша християнська церква країни, є місцевим відділенням Лондонського місіонерського товариства, отримала автономію 1970 року. 1996 року церква відкрила своє представництво в новозеландському місті Окленд, де проживає велика діаспора ніуеанців.

## Освіта
Рівень письменності 2015 року становив 99 % дорослого населення (віком від 15 років): 99 % — серед чоловіків, 99 % — серед жінок.
Дані про державні витрати на освіту у відношенні до ВВП країни, станом на 2015 рік, відсутні.

## Охорона здоров'я
Забезпеченість лікарями в країні на рівні 3 лікаря на 1000 мешканців (станом на 2008 рік). Загальні витрати на охорону здоров'я 2014 року становили 7,4 % ВВП країни (87-ме місце у світі).
Смертність немовлят до 1 року, станом на 2007 рік, 29,4 випадків на 1 тис. народжень.

### Захворювання
Кількість хворих на СНІД невідома, дані про відсоток інфікованого населення в репродуктивному віці 15—49 років відсутні. Дані про кількість смертей від цієї хвороби за 2014 рік відсутні.
Частка дорослого населення з високим індексом маси тіла 2014 року становила 42,5 %.

### Санітарія
Доступ до облаштованих джерел питної води 2015 року мало 98,4 % населення в містах і 98,6 % в сільській місцевості; загалом 98,5 % населення країни. Відсоток забезпеченості населення доступом до облаштованого водовідведення (каналізація, септик): в містах — 100 %, в сільській місцевості — 100 %, загалом по країні — 100 % (станом на 2015 рік). 

## Соціально-економічне становище
Дані про відсоток населення країни, що перебуває за межею бідності, відсутні. Дані про розподіл доходів домогосподарств у країні відсутні. 
Рівень проникнення інтернет-технологій надзвичайно високий. Станом на липень 2015 року в країні налічувалось 1090 унікальних інтернет-користувачів (213-те місце у світі), що становило 91,6 % від загальної кількості населення країни.

### Трудові ресурси
Загальні трудові ресурси 2001 року становили 663 осіб (231-ше місце у світі). Зайнятість економічно активного населення у господарстві країни розподіляється таким чином: більшість зайняте фермерством на сімейних городах, працю з оплатою грошима можна знайти лише в державних установах і в проектах Ради з розвитку Ніуе. Безробіття 2001 року дорівнювало 12 % працездатного населення (135-те місце у світі).

## Гендерний стан
2006 року частка чоловіків становили 46,5 % (756 осіб), жінок — 53,5 % (782 особи) від усього населення острова.

## Демографічні дослідження
Демографічні дослідження в країні ведуться рядом державних і наукових установ Нової Зеландії і Департаментом статистики Ніуе.

### Українською
- Атлас. 10-11 клас. Економічна і соціальна географія світу / упорядники :  О. Я. Скуратович, Н. І. Чанцева. — К. : ДНВП «Картографія», 2010. — ISBN 978-966-475-639-3.
- Атлас світу / голов. ред. І. С. Руденко ; зав. ред. В. В. Радченко ; відп. ред. О. В. Вакуленко. — К. : ДНВП «Картографія», 2005. — 336 с. — ISBN 9666315467.
- Безуглий В. В. Економічна і соціальна географія зарубіжних країн : Навчальний посібник. — К. : ВЦ «Академія», 2007. — 704 с. — ISBN 978-966-580-239-6.
- Безуглий В. В., Козинець С. В. Регіональна економічна і соціальна географія світу : Навчальний посібник. — видання 2-ге, доп., перероб. — К. : ВЦ «Академія», 2007. — 688 с. — ISBN 966-580-144-9.
- Головченко В. І., Кравчук О. Країнознавство: Азія, Африка, Латинська Америка, Австралія і Океанія. — К., 2006. — 335 с. — ISBN 966-8939-04-2.
- Гудзеляк І. І. Географія населення: Навчальний посібник / І. Гудзеляк. — Л. : Видавничий центр ЛНУ імені Івана Франка, 2008. — 232 с. — ISBN 978-966-613-599-8.
- Дахно І. І. Країни світу: Енциклопедичний довідник / І. І. Дахно, С. М. Тимофієв. — К. : Мапа, 2011. — 606 с. — (Бібліотека нового українця) — ISBN 978-966-8804-23-6.
- Дахно І. І. Економічна географія зарубіжних країн : навчальний посібник. — К. : Центр учбової літератури, 2014. — 319 с. — ISBN 978-611-01-0682-5.
- Джаман В. О. Регіональні системи розселення: демографічні аспекти. — Чернівці : Рута, 2003. — 392 с. — ISBN 9665685988.
- Дорошенко Л. С. Демографія: Навчальний посібник. — К. : МАУП, 2005. — 112 с. — ISBN 966-608-442-2.
- Дубович І. А. Країнознавчий словник-довідник. — 5-те вид., перероб. і доп. — К. : Знання, 2008. — 839 с. — ISBN 978-966-346-330-8.
- Економічна і соціальна географія країн світу. Навчальний посібник / За ред. Кузика С. П. — Л. : Світ, 2002. — 672 с. — ISBN 966-603-178-7.
- Загальна медична географія світу / В. О. Шевченко [та ін.] — К. : [б.в.], 1998. — 178 с.
- Книш М. М., Мамчур О. І. Регіональна економічна і соціальна географія світу (Латинська Америка та Карибські країни, Африка, Азія, Океанія) : навч. посіб. — Л. : ЛНУ ім. Івана Франка, 2013. — 368 с. — ISBN 978-617-10-0007-0.
- Крисаченко В. С. Динаміка населення: Популяційні, етнічні та глобальні виміри. — К. : Видавництво Національного інституту стратегічних досліджень, 2005. — 368 с. — ISBN 966-554-083-1.
- Любіцева О. О., Мезенцев К. В., Павлов С. В. Географія релігій. — К. : АртЕК, 1999. — 504 с. — ISBN 966-505-006-0.
- Масляк П. О. Країнознавство. — К. : Знання, 2007. — 292 с. — (Вища освіта XXI століття)
- Масляк П. О., Дахно І. І. Економічна і соціальна географія світу / П. О. Масляк, І. І. Дахно ; за ред. П. О. Масляка. — К. : Вежа, 2003. — 280 с. — ISBN 966-7091-53-8.

### Російською
- (рос.) Новая Зеландия // Демографический энциклопедический словарь / главн. ред. Валентей Д. И. — М. : Советская энциклопедия, 1985. — 608 с.
- (рос.) Острова Кука // Страны и народы. Австралия и Океания. Антарктида / Редкол. П. И. Пучков (отв. ред.) и др. — М. : «Мысль». — 301 с. — (Страны и народы) — 180 тис. прим.
- (рос.) Атлас народов мира / Отв. ред. С. И. Брук и В. С. Апенченко. — М. : ГУГК ГГК СССР и Институт этнографии им. Н. Н. Миклухо-Маклая АН СССР, 1964. — 185 с. — 20 тис. прим.
- (рос.) Численность и расселение народов мира. Этнографические очерки / под ред. С. И. Брука. — М. : Издательство АН СССР, 1962. — 487 с.
- (рос.) Лаппо Г. М. География городов: Учебное пособие для географических факультетов вузов. — М. : Туманит, изд. центр ВЛАДОС, 1997. — 476 с. — ISBN 5-691-00047-0.
- (рос.) Ягельский А. География населения. — М. : Прогресс, 1980. — 383 с.